# Mohamed Nakhli
Mohamed Nakhli (arabe : محمد النخلي), né en 1869 à Kairouan et décédé en 1924 à Tunis, est un universitaire et réformateur tunisien.

## Biographie
Professeur à l'université Zitouna mais aussi exégète, jurisconsulte, historien, écrivain et poète, il est surtout connu pour ses idées libérales inspirées des enseignements des principaux réformateurs musulmans du XIXe siècle, notamment du cheikh Mohamed Abduh et de Djemâl ad-Dîn al-Afghâni.
Il contribue durant 35 ans à former, suivant une méthode appropriée aux exigences des temps nouveaux, une pléiade de grands clercs qui occuperont les plus hautes charges civiles et religieuses de Tunisie, parmi lesquels le savant Mohamed Tahar Ben Achour, le grand cadi Mohamed Sadok Ennaifer, le jurisconsulte Béchir Ennaifer ainsi que le cheikh Abdelhamid Ben Badis, président de l'Association des oulémas musulmans algériens.
Le professeur Nakhli enseigne également à la Khaldounia, établissement créé en 1896 par le mouvement des Jeunes Tunisiens en vue de dispenser un enseignement portant sur les matières non étudiées à la Zitouna comme les mathématiques et les sciences physiques. Il contribue à la réforme de l'enseignement en Tunisie en membre actif du conseil de perfectionnement du Collège Sadiki mis en place en 1906.
Mohamed Nakhli ne cesse de prôner durant sa vie, tant dans ses cours et conférences que dans ses écrits, la nécessité de concilier la science et la religion.